# 広瀬幸司
広瀬 幸司（ひろせ こうじ、1941年 - ）は、兵庫県出身の野球選手（捕手）。

## 経歴
芦屋高校では、同期のエース安藤敏雄とバッテリーを組む。2年次の1958年に秋季近畿大会準決勝へ進み、平安高の藤野隆司に抑えられ敗退するが、3年次の1959年春の選抜出場を決める。大会では1回戦で三浦和美のいた広陵高を降すが、2回戦で浪華商に敗れる。同年夏は県予選準々決勝で滝川高に敗退、甲子園には届かなかった。他の高校同期に一塁手の西岡浩史らがいる。
高校卒業後は1960年に法政大学へ進学し、東京六大学野球リーグでは4回の優勝を経験。2年次の1961年から正捕手となり、2年上の新山彰忠、同期の山崎武昭・龍隆行らとバッテリーを組む。3年次の1962年の全日本大学野球選手権大会は決勝で駒大を降して優勝し、4年次の1963年秋季ではエース渡辺泰輔を擁する慶大との優勝決定戦に4-3で辛勝。当時の東京六大学には広瀬の他に早大の鈴木悳夫、慶大の大橋勲、明大の辻佳紀、立大の岡本凱孝と捕手の逸材が揃っており、その対決は神宮を沸かせ、広瀬はベストナイン（捕手）に3回選出される。
大学卒業後は1964年に日本石油へ入社し、1965年のドラフト会議で東京オリオンズから8位指名されたが入団を拒否。1967年の都市対抗では平松政次の好投もあって、決勝で川島勝司・中野孝征を打の主軸とする日本楽器を完封、優勝を飾る。同年の第7回アジア野球選手権大会日本代表となり、社会人ベストナインにも選出された。1968年8月にはアラスカ・ゴールドパナーズとの日米親善野球試合に出場した。